# Nokia 7610
Le Nokia 7610 est un smartphone de l'entreprise Nokia. Il est monobloc.

## Caractéristiques
- Système d'exploitation Symbian OS S60
- GSM, GPRS
- 109 × 53 × 19 mm   pour 118 grammes
- Écran  176 × 208 pixels, 65 536 couleurs
- Batterie 900 mAh
- Appareil photo numérique : 1 mégapixel
- Vibreur
- DAS : 0,54 W/kg.